# Lithocarpus toumorangensis
Lithocarpus toumorangensis är en bokväxtart som beskrevs av Aimée Antoinette Camus. Lithocarpus toumorangensis ingår i släktet Lithocarpus och familjen bokväxter. Inga underarter finns listade.